# Rascona
La rascona era un'imbarcazione da trasporto tipica della laguna di Venezia (dove era anche chiamata: Nave di Pavia) e diffusa lungo l'asse padano, oggi non più utilizzata.
Di origini antiche, come evidenziano i due timoni posti ai lati della poppa, simili a quelle delle imbarcazioni di età classica, la rascona fu molto diffusa nel medioevo.
Di grandi dimensioni (la lunghezza media era di 28 metri per una larghezza di 6,5 metri), era caratterizzato da una forma a mezzaluna e fondo piatto, con un pescaggio variabile dai 35 centimetri a vuoto a poco più di un metro e mezzo a pieno carico. 
La prua e la poppa, entrambe a punta verticale dal profilo arrotondato, erano molto alte rispetto al pelo dell'acqua, arrivando fino a quattro metri e mezzo.
A seconda delle dimensioni, la portata era compresa tra le 15 e le 120 tonnellate.
La propulsione era a vela, con due alberi abbattibili e velatura al terzo, oppure a traino con cavalli nei tratti fluviali attrezzati.
La manovra era controllata tramite due particolarissimi timoni laterali dalla forma a ventaglio e di lunghezza compresa tra i  sei e i dieci metri. 
I timoni erano situati a poppa e governati da un singolo marinaio.
Era dotata a poppa di una cabina dal tetto a forma circolare, adibita ad alloggio per l'equipaggio. 
La stiva era protetta dalle intemperie da una copertura di tele incerate e stuoie (il tierno) fissata su un'apposita struttura mobile in legno.
L'imbarcazione fu impiegata per il trasporto di merci fino alla metà dell'Ottocento per poi cadere in totale disuso.